# 900 North Michigan Building
Das 900 North Michigan Building ist Wolkenkratzer in der US-amerikanischen Großstadt Chicago.
Es steht im Chicago Loop unweit des John Hancock Centers. Das Bauwerk hat 66 Stockwerke und ist 265 Meter hoch. Nach einer zweijährigen Bauzeit wurde das 900 North Michigan Building 1989 fertiggestellt. Wegen seiner auffälligen Spitze gilt es oft als besonders schöner Wolkenkratzer. Das Gebäude ist das achthöchste in Chicago. Auf den ersten sechs Stockwerken befinden sich Geschäfte und Restaurants, ab dem achten Stockwerk sind Büroräume untergebracht. Des Weiteren befinden sich ein Four-Seasons-Hotel und Eigentumswohnungen in dem Hochhaus. Mit 1750 Stellplätzen hat das 900 North Michigan eines der größten Parkhäuser von Chicago.
Der untere Teil des Bauwerks besteht aus einer Stahlkonstruktion, darüber ist es aus Stahlbeton. Die Fassade besteht aus Kalkstein mit Fenstern aus grünem Glas. Die Gestaltung des Gebäudes mit seinen vier charakteristischen Türmchen auf dem Dach ist eine Hommage an die Wiener Architektur. Das Gelände des 900 North Michigan wird von den Straßen East Delaware Place, East Walton Place und North Michigan Avenue begrenzt. Entworfen wurde der Wolkenkratzer vom Architekturbüro Kohn Pedersen Fox Associates.

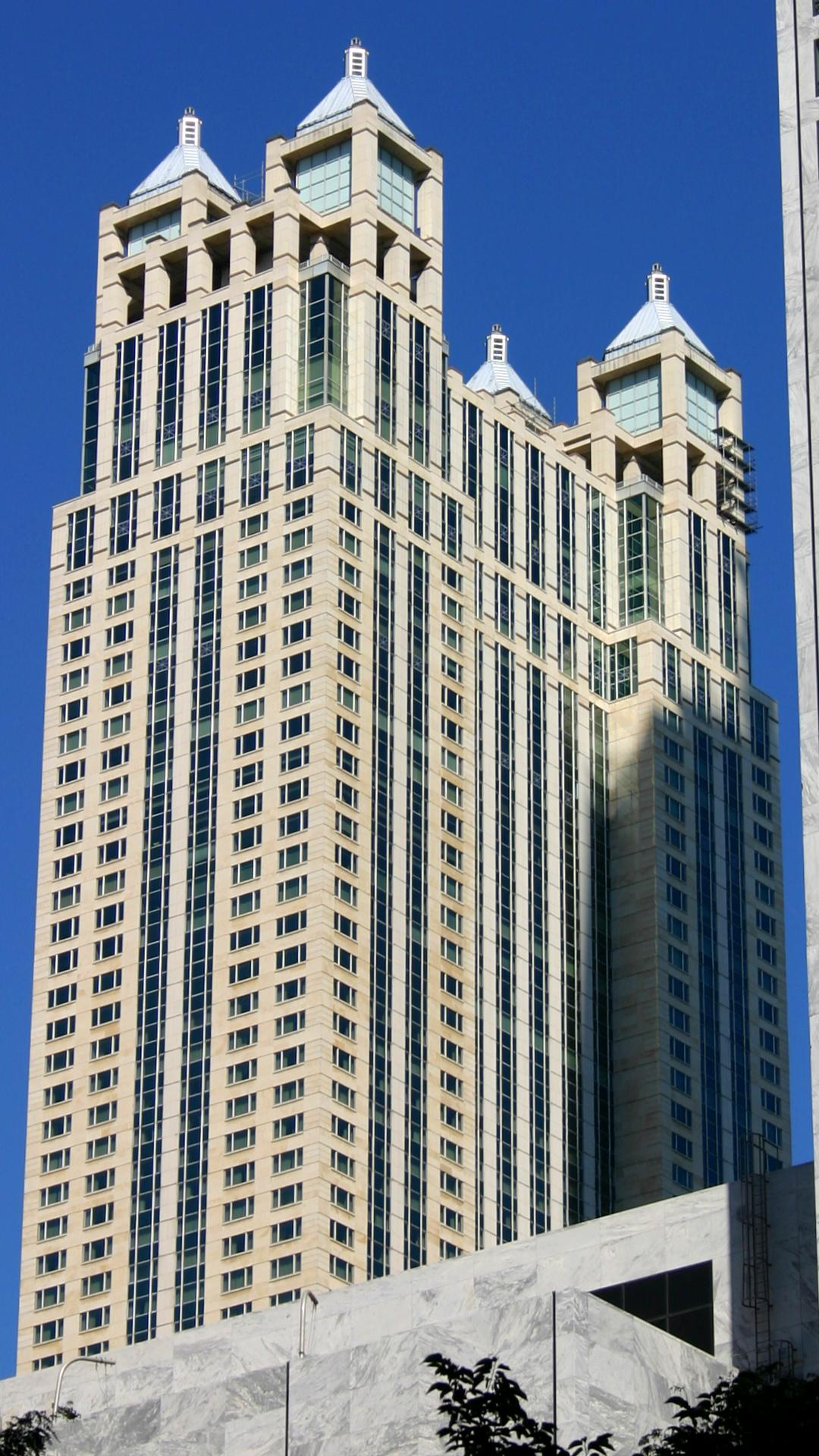
Der obere Bereich des Gebäudes